# Herzberg am Harz
Herzberg am Harz – miasto w Niemczech, w kraju związkowym Dolna Saksonia, w powiecie Getynga. Do 31 października 2016 należało do powiatu Osterode am Harz. Liczy 14 209 mieszkańców (2008). Burmistrzem miasta jest Lutz Peters z CDU.
W Herzberg am Harz znajduje się zamek, pierwszy raz wzmiankowany już w 1154, który był przez długi czas rezydencją książąt. Mimo długiego okresu istnienia osady przyzamkowej, miejscowość uzyskała prawa miejskie dopiero w 1929.
W Herzbergu mieści się siedziba Interkultura Centro Herzberg, klubu promującego język esperanto. 11 lipca 2006 rada miasta ogłosiła Herzberg miastem języka Esperanto (die Esperanto-Stadt).

## Miasto partnerskie
- Polska: Góra (województwo dolnośląskie)